# 최유하
최유하는 대한민국의 배우이다.

## 학력
- 성균관대학교 독어독문과 학사

## 출연작

### 영화
- 《데드 어게인》 (2015년)
- 《푸른노을》 (2017년) - 윤수정 역
- 《이,기적인 남자》 (2018년) - 미현 역
- 《인생게임》 (2021년) - 영화 역
- 《행복한 결혼식》 (2023년) - 이정하 역

### 드라마
- 《착하지 않은 여자들》 (KBS2, 2015년)
- 《미세스 캅 2》 (SBS, 2016년) - 임미선 역
- 《매드 독》 (KBS2, 2017년)
- 《펜트하우스》 (SBS, 2020년) - 검사 역
- 《썸바디》 (Netflix, 2022년) - 사만다 정 역
- 《악인전기》 (ENA, 2023년) - 박제이 역

### 뮤지컬
- 2005년 ~ 2006년 《풋루스》 - 러스티 역
- 2006년 ~ 2007년 《맘마미아》 - 앙상블 역
- 2007년 《위대한 캣츠비 Season2》 - 페르수 역
- 2008년 《제너두》 - 키라 역
- 2009년 《자나, 돈트!》 - 케이트 역
- 2009년 《삼총사》 - 밀라디 역
- 2009년 《살인마 잭》 - 글로리아 역
- 2010년 《베로나의 두 신사》 - 줄리아 역
- 2010년 《엣지스》 - 여자 1 역
- 2011년 《넌 가끔 내 생각을 하지 난 가끔 딴 생각을 해》 - 영희 역
- 2012년 《모차르트 오페라 락》 - 알로이지아 베버 역
- 2012년 《풍월주》 - 진성 역
- 2012년 《번지점프를 하다》 - 태희 역
- 2012년 《황태자 루돌프》 - 마리 베체라 역
- 2013년 《미드나잇 블루》 - 김유정 역
- 2014년 《블러드 브라더스》 - 린다 역
- 2014년 《킹키부츠》 - 로렌 역
- 2015년 《난쟁이들》 - 백설공주 역
- 2015년 《형제는 용감했다》 - 오로라 역
- 2016년 《난쟁이들》 - 백설공주 역
- 2017년 《사의 찬미》 - 윤심덕 역
- 2017년 《난쟁이들》 - 백설공주 역
- 2018년 《판》 - 춘섬 역
- 2020년 《펀홈》 - 43세 앨리슨 벡델 역
- 2021년 《베르나르다 알바》 - 앙구스티아스 역
- 2021년 《판》 - 춘섬 역
- 2021년 《웨딩플레이어》 - 유지원 역

### 연극
- 2014년 《날 보러 와요》 - 박 기자 역
- 2016년 《안녕, 여름》 - 여름 역
- 2018년 《카포네 트릴로지》 - 레이디 역
- 2019년 《오펀스》 - 트릿 역
- 2020년 《무모할지라도, 안티고네》 - 안티고네 5 / 하이몬 역
- 2020년 ~ 2021년 《작은 아씨들》 - 조세핀 마치 역
- 2022년 《오펀스》 - 트릿 역
- 2023년 《작은 아씨들》 - 조세핀 마치 역

## 수상
- 2016년 제5회 예그린뮤지컬어워드 여우조연상
- 2015년 제9회 더 뮤지컬 어워즈 여우조연상